# Kossi Noutsoudje
Kossi Miwodeka Noutsoudje (16 ottobre 1977) è un ex calciatore togolese, di ruolo attaccante.

## Carriera

### Club
Ha giocato nella prima divisione ivoriana ed in quella del Burkina Faso.
Nel 1997 è stato capocannoniere della CAF Champions League.

### Nazionale
Ha debuttato in nazionale nel 1996. Ha partecipato, con la nazionale, alla Coppa d'Africa 1998 e alla Coppa d'Africa 2002.

## Palmarès

### Club

#### Competizioni nazionali
- Campionato ivoriano di calcio: 1

ASEC Mimosas: 2001
- Campionato burkinabé di calcio: 1

ASFA-Yennenga: 2005-2006